# 月谷站
月谷站（：／ Wolgok yeok */?）副站名同德女子大學，是首尔地铁6号线沿線的一座地下車站，位於韓國首爾特別市城北區下月谷洞35-1番地。

## 車站構造
車站大廳位於地下1、2樓，月台層則位於地下3樓。
站體為2面2線側式月台的地下車站，候車月台設有月台幕門，並有5處出口。

### 月台配置
| 高麗大學 ↑ |
| \| 上      |
| ↓ 上月谷   |

| 月台 | 路線           | 目的地                               |
| ---- | -------------- | ------------------------------------ |
| 上行 | ●首尔地铁6号线 | 東廟、三角地、大興、鷹岩方向         |
| 下行 | ●首尔地铁6号线 | 上月谷、石溪、泰陵、烽火山、新內方向 |

## 歷史
- 2000年12月15日：落成啟用。

## 車站周邊
- 同德女子大學
- 首爾草原學校（朝鲜语：서울초원학교）

## 圖片

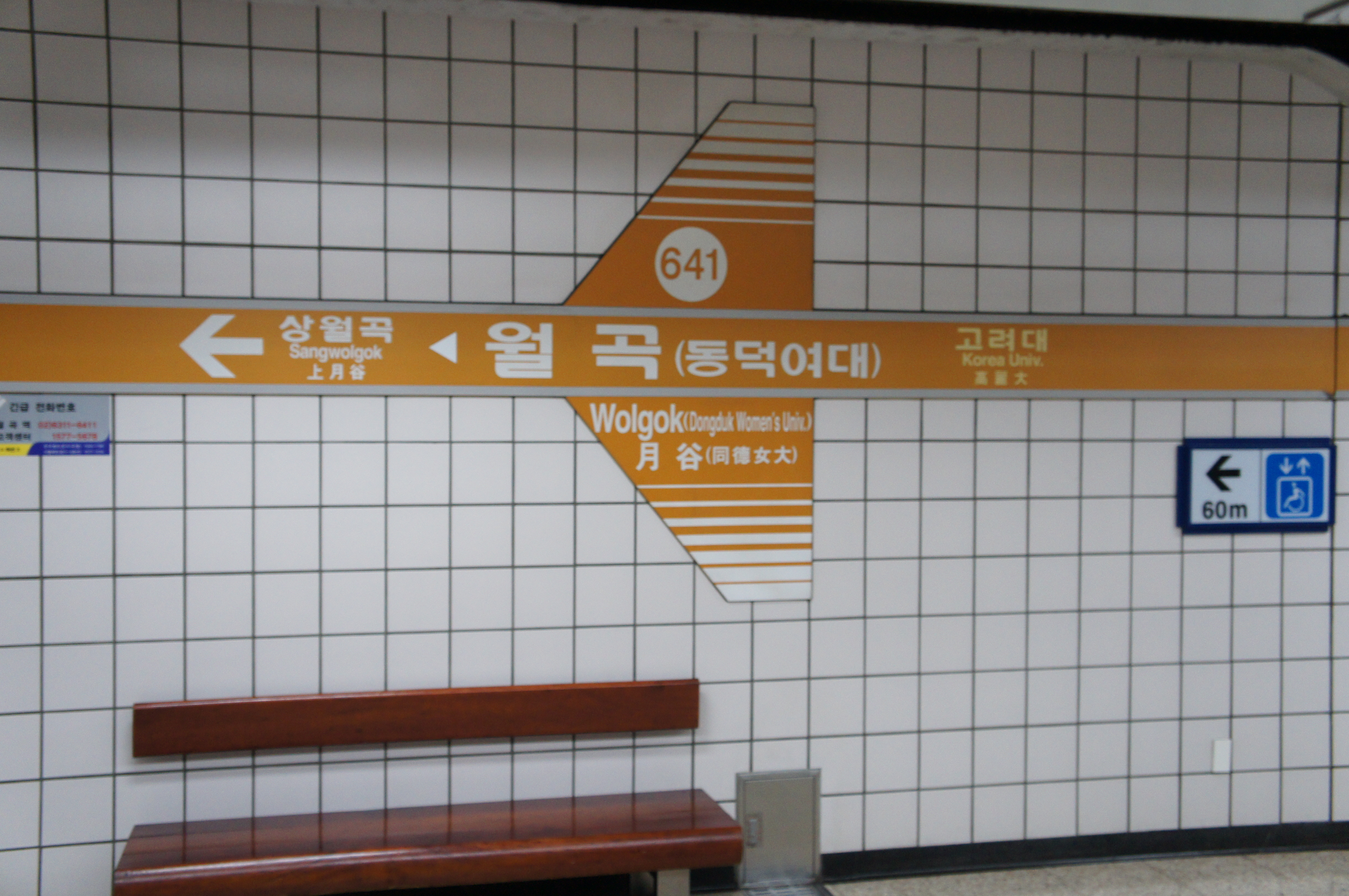
站名牌（更名前）
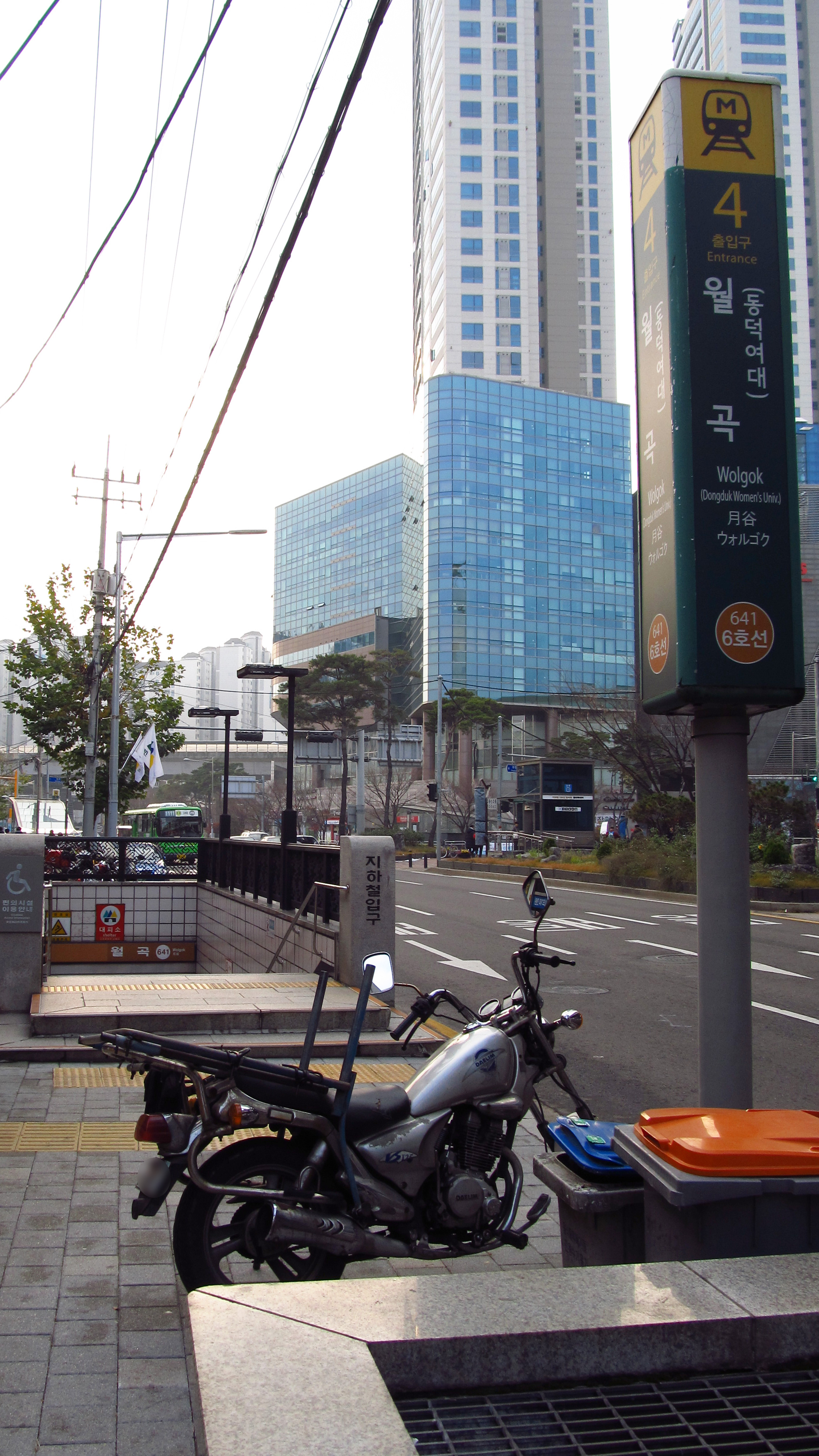
4號出口
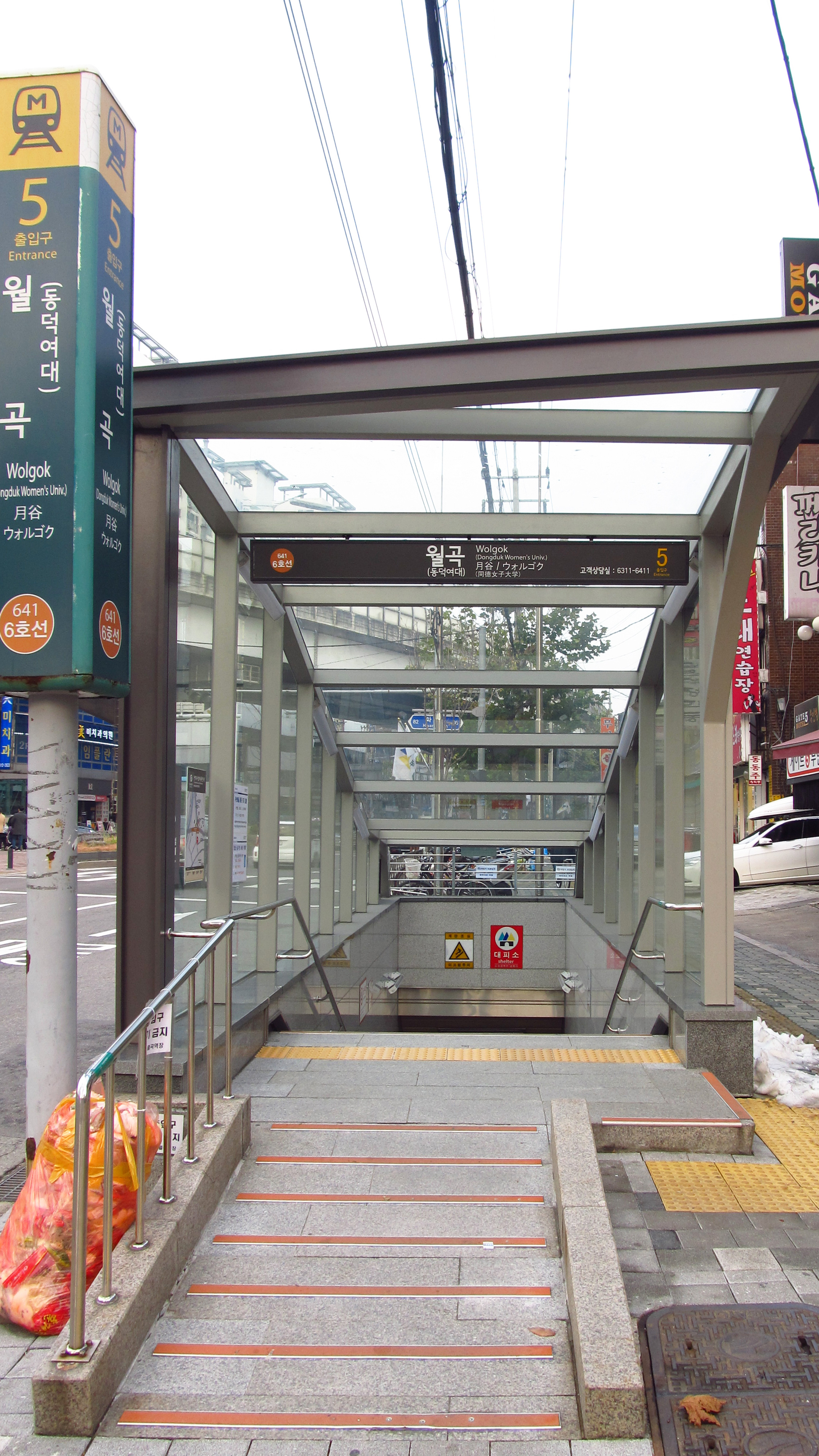
5號出口

## 相鄰車站
首爾交通公社
●首尔地铁6号线
高麗大學（640）－月谷（641）－上月谷（642）